# Пирометр

Переносной пирометр инфракрасного излучения

Стационарный пирометр инфракрасного излучения

Оптический пирометр

Пиро́метр (от др.-греч. πῦρ «огонь, жар» + μετρέω «измеряю») — прибор для бесконтактного измерения температуры тел. Принцип действия основан на измерении мощности теплового излучения объекта преимущественно в диапазонах инфракрасного излучения и видимого света.

## Назначение
Пирометры применяют для дистанционного определения температуры объектов в промышленности, быту, сфере ЖКХ, на предприятиях, где большое значение приобретает контроль температур на различных технологических этапах производства (сталелитейная промышленность, нефтеперерабатывающая отрасль). Пирометры могут выступать в роли средства безопасного дистанционного измерения температур раскалённых объектов, что делает их незаменимыми для обеспечения должного контроля в случаях, когда физическое взаимодействие с контролируемым объектом невозможно из-за высоких температур. Их можно применять в качестве теплолокаторов (усовершенствованные модели), для определения областей критических температур в различных производственных сферах.

## История
Один из первых пирометров изобрёл Питер ван Мушенбрук. Изначально термин использовался применительно к приборам, предназначенным для измерения температуры визуально, по яркости и цвету сильно нагретого (раскалённого) объекта. В настоящее время смысл несколько расширен, в частности, некоторые типы пирометров (такие приборы правильнее называть инфракрасные радиометры) измеряют достаточно низкие температуры (0 °C и даже ниже).
Развитие современной пирометрии и портативных пирометров началось с середины 60-х годов прошлого столетия и продолжается до сих пор. Именно в это время были сделаны важнейшие физические открытия, позволившие начать производство промышленных пирометров с высокими потребительскими характеристиками и малыми габаритными размерами. Первый портативный пирометр был разработан и произведён американской компанией Wahl в 1967 году. Новый принцип построения сравнительных параллелей, когда вывод о температуре тела производился на основе данных инфракрасного приёмника, определяющего количество излучаемой телом тепловой энергии, позволил существенно расширить границы измерения температур твёрдых и жидких тел.

## Классификация пирометров
Пирометры можно разделить по нескольким основным признакам:
- Оптические. Позволяют визуально определять, как правило, без использования специальных устройств, температуру нагретого тела, путём сравнения его цвета с цветом эталонной накаливаемой электрическим током металлической нити в специальных измерительных лампах накаливания.
- Радиационные. Оценивают температуру посредством пересчитанного показателя мощности теплового излучения. Если пирометр измеряет в широкой спектральной полосе излучения, то такой пирометр называют пирометром полного излучения.
- Цветовые (другие названия: мультиспектральные, спектрального отношения) — позволяют измерить температуру объекта, основываясь на результатах сравнения его теплового излучения в различных участках спектра.

### Температурный диапазон
- Низкотемпературные. Обладают способностью измерять температуры объектов с низкими относительно комнатных температурами, например, температуры холодильных камер холодильников.
- Высокотемпературные. Оценивают лишь температуру сильно нагретых тел, когда определение «на глаз» не представляется возможным. Обычно имеют существенную ошибку в сторону верхнего предела измерения прибора.

### Исполнение
- Переносные. Удобны в эксплуатации в условиях, когда необходима требуемая точность измерений, с мобильностью, например для измерения температуры  участков трубопроводов в труднодоступных местах. Обычно такие переносные приборы снабжены небольшим дисплеем, отображающим графическую или текстово-цифровую информацию.
- Стационарные. Предназначены для более точного измерения температуры объектов. Используются, в основном, на  крупных промышленных предприятиях для непрерывного контроля технологического процесса при производстве расплавленных металлов и пластиков.

### Визуализация величин
- Текстово-цифровой метод. Измеряемая температура выражается в градусах на цифровом дисплее. Попутно можно видеть дополнительную информацию.
- Графический метод. Позволяет видеть наблюдаемый объект в спектральном разложении областей низких, средних и высоких температур, выделенных различными цветами.

Вне зависимости от классификации, пирометры могут снабжаться дополнительными источниками питания, а также средствами передачи информации и связи с компьютером или специализированными устройствами (обычно через шину RS-232).

## Основные источники погрешности пирометров
Самыми важными характеристиками пирометра, определяющими точность измерения температуры, являются оптическое разрешение и настройка степени черноты объекта.
Иногда оптическое разрешение называют показателем визирования. Этот показатель рассчитывается как отношение диаметра пятна (круга) на поверхности, излучение с которого регистрируется пирометром, к расстоянию до объекта. Чтобы правильно выбрать прибор, необходимо знать сферу его применения. Если необходимо проводить измерения температуры с небольшого расстояния, то лучше выбрать пирометр с небольшим разрешением, например, 4:1. Если температуру необходимо измерять с расстояния в несколько метров, то рекомендуется выбирать пирометр с большим разрешением, чтобы в поле зрения не попали посторонние предметы. У многих пирометров есть лазерный целеуказатель для точного наведения на объект.
Коэффициент эмиссии ε (коэффициент излучения, степень черноты) - способность материала отражать падающее излучение. Данный показатель важен при измерении температуры поверхности с помощью инфракрасного термометра (пирометра). Этот показатель определяется как отношение энергии, излучаемой данной поверхностью при определённой температуре к энергии излучения абсолютно чёрного тела при той же температуре. Он может принимать значения от 0 до 1. Применение неверного коэффициента эмиссии — один из основных источников возникновения погрешности измерений для всех пирометрических методов измерения температуры. На коэффициент излучения сильно влияет окисленность поверхности металлов. Так, если для стали окисленной коэффициент составляет примерно 0,85, то для полированной стали он снижается до 0,75.

## Применение
Теплоэнергетика — для быстрого и точного контроля температуры на участках не доступных или мало доступных для другого вида измерения.
Электроэнергетика — контроль и пожарная безопасность, эксплуатация объектов (железнодорожный транспорт — контроль температуры букс и ответственных узлов грузовых и пассажирских вагонов).
Лабораторные исследования — при проведении исследований активных веществ в активных средах, а также в тех случаях, при которых контактный метод нарушает чистоту эксперимента (например, тело настолько мало что при измерении контактным методом потеряет существенную часть теплоты, или просто слишком хрупкое для такого типа измерения). Применяется в космонавтике (контроль, опыты)
Строительство — пирометры применяют для определения теплопотерь в зданиях жилого и промышленного назначения, на теплотрассах, для эффективного нахождения прорывов теплоизоляционной оболочки.
Бытовое применение — измерение температуры тела, пищи при приготовлении, и многое другое.
Отдельная большая область применения пиросенсоров - датчики движения в системах охраны зданий. Датчики реагируют на изменение инфракрасного излучения в помещении.

### Книги
- Линевег Ф. Измерение температур в технике. Справочник. — Москва «Металлургия», 1980
- Криксунов Л. З. Справочник по основам инфракрасной техники. — М.: Советское радио, 1978. — 400 с.
- Кременчугский Л. С., Ройцина О. В. Пироэлектрические приёмники излучения. — Киев: Наук. думка, 1979. — 381 с.
- Температурные измерения. Справочник. — Киев: Наукова думка, 1989, 703 с.
- Рибо Г. Оптическая пирометрия, пер. с франц., М. — Л., 1934
- Гордов А. Н. Основы пирометрии, 2 изд., М., 1971.
- Сосновский А. Г., Столярова Н. И. Измерение температур. — М.: Комитет стандартов, мер и измерительных приборов, 1970. — С. 257.
- Ранцевич В. Б. Пирометрия при посторонних источниках излучения. — Минск: Наука и техника.: , 1989, -104с..

### Журналы
- Белозеров А. Ф., Омелаев А. И., Филиппов В. Л. Современные направления применения ИК радиометров и тепловизоров в научных исследованиях и технике. // Оптический журнал, 1998, № 6, с.16.
- Скобло В. С. К оценке дальности действия тепловизионных систем. // Известия высших учебных заведений. Приборостроение. 2001. Т.44, № 1, с. 47.
- Захарченко В. А., Шмойлов А. В. Приёмник инфракрасного излучения // Приборы и техника эксперимента, 1979, № 3, с.220.
- Исмаилов М. М., Петренко А. А., Астафьев А. А., Петренко А. Г. Инфракрасный радиометр для определения тепловых профилей и индикации разности температур. // Приборы и техника эксперимента, 1994, № 4, с.196.
- Мухин Ю. Д., Подъячев С. П., Цукерман В. Г., Чубаков П. А. Радиационные пирометры для дистанционного измерения и контроля температуры РАПАН-1 и РАПАН-2 // Приборы и техника эксперимента, 1997, № 5, с.161.
- Афанасьев А. В., Лебедев В. С., Орлов И. Я., Хрулев А. Е. Инфракрасный пирометр для контроля температуры материалов в вакуумных установках // Приборы и техника эксперимента, 2001, № 2, с.155-158.
- Авдошин Е. С. Светопроводные инфракрасные радиометры (обзор) // Приборы и техника эксперимента, 1988, № 2, с.5.
- Авдошин Е. С. Волоконный инфракрасный радиометр. // Приборы и техника эксперимента, 1989, № 4, с.189.
- Сидорюк О. Е. Пирометрия в условиях интенсивного фонового излучения. // Приборы и техника эксперимента, 1995, № 4, с.201.
- Порев В. А. Телевизионный пирометр // Приборы и техника эксперимента, 2002, № 1, с.150.
- Широбоков А. М., Щупак Ю. А., Чуйкин В. М. Обработка тепловизионных изображений, получаемых многоспектральным тепловизором «Терма-2». // Известия высших учебных заведений. Приборостроение. 2002. Т.45, № 2, с.17.
- Букатый В. И., Перфильев В. О. Автоматизированный цветовой пирометр для измерения высоких температур при лазерном нагреве. // Приборы и техника эксперимента, 2001, № 1, с.160.
- Chrzanowski K., Bielecki Z., Szulim M. Comparison of temperature resolution of single-band, dual-band and multiband infrared systems // Applied Optics. 1999. Vol. 38 № 13. p. 2820.
- Chrzanowski K., Szulim M. Error of temperature measurement with multiband infrared systems // Applied Optics. 1999. Vol. 38 № 10. p. 1998.